# You and Me (album de Charles Aznavour)
 (mars 2025).
Pour les articles homonymes, voir You and Me.
Albums de Charles Aznavour
Aznavour '83
(1983) I Will Warm Your Heart
(2024)
You and Me est le 13e album studio de Charles Aznavour en anglais. Il sort en 1994.

## Liste des chansons
| 1.  | You and Me                       | Charles Aznavour / Jacques Revaux - Jean-Pierre Bourtayre | 03:10 |
| 2.  | Who Could Forget You             | Pierre Delanoë / Charles Aznavour                         | 03:40 |
| 3.  | The Needle                       | Charles Aznavour / Georges Garvarentz                     | 05:10 |
| 4.  | You against me                   | Charles Aznavour - Jacques Plante / Charles Aznavour      | 04:07 |
| 5.  | The Painted Child                | Bernard Dimey / Charles Aznavour                          | 02:56 |
| 6.  | The Times We've Known            | Charles Aznavour                                          | 02:58 |
| 7.  | I Drink                          | Charles Aznavour / Georges Garvarentz                     | 03:10 |
| 8.  | Still I Cling to You             | Charles Aznavour / Georges Garvarentz                     | 03:53 |
| 9.  | The Haunted House                | Charles Aznavour                                          | 03:25 |
| 10. | I Love You So                    | Charles Aznavour / Georges Garvarentz                     | 03:52 |
| 11. | You'll Never Hear Me Say Goodbye | Charles Aznavour                                          | 03:22 |
| 12. | The Boats Have Sailed            | Bernard Dimey / Charles Aznavour                          | 02:27 |
| 13. | Chanson souvenir                 | Charles Aznavour - Patrick Shart / Georges Garvarentz     | 02:52 |
| 14. | Maria was her name               | Charles Aznavour / Georges Garvarentz                     | 04:34 |
| 15. | It's got to be goodbye           | Charles Aznavour                                          | 03:04 |
| 16. | Toi & Moi                        | Charles Aznavour / Jacques Revaux - Jean-Pierre Bourtayre | 03:08 |
| 17. | Inoubliable                      | Pierre Delanoë / Charles Aznavour                         | 03:38 |